# Koulou
Koulou è un comune rurale del Mali facente parte del circondario di Kita, nella regione di Kayes.
Il comune è composto da 10 nuclei abitati:
- Balandougou
- Baléa (centro principale)
- Bendougou
- Goundamiya
- Kambaya
- Kambéléya
- Kouraguè
- Krikania
- Labanta
- Matira